# عشق روزی می‌آید
« عشق روزی می‌آید» تک‌آهنگی از هنرمند اهل کانادا سلین دیون است که در ۱۹۸۲ منتشر شد.